# Wim Kok
Pour les articles homonymes, voir Kok.
Willem Kok, dit Wim Kok (en néerlandais : [ˈʋɪm ˈkɔk] ), né le 29 septembre 1938 à Bergambacht et mort le 20 octobre 2018 à Amsterdam, est un homme d'État néerlandais, membre du Parti travailliste (PvdA) et Premier ministre des Pays-Bas de 1994 à 2002.
Président de la Confédération syndicale des Pays-Bas du 1er janvier 1976 au 11 septembre 1985, il prend l'année suivante la tête du PvdA et devient vice-Premier ministre et ministre des Finances en 1989 dans la grande coalition dirigée par le chrétien-démocrate Ruud Lubbers. En 1994, malgré d'importantes pertes, il s'impose aux élections législatives et forme alors la première « coalition violette » avec les libéraux (VVD) et Démocrates 66 (D66). Populaire et reconduit en 1998 avec une majorité renforcée ainsi qu'une avance plus confortable des travaillistes, il démissionne de son poste le 15 avril 2002, un mois avant les élections législatives, après des révélations concernant le fait que les forces néerlandaises sous l'égide de l'ONU ne peuvent intervenir pour empêcher le massacre de Srebrenica en 1995, durant la guerre de Bosnie-Herzégovine.
Pendant ses huit années de pouvoir, le pays connaît une forte croissance économique et est reconnu au niveau international comme l'initiateur du « modèle du polder », une forme de troisième voie. Kok se retire de la vie politique en 2002, mais participe en 2007 aux travaux du groupe Amato. Une enquête d'opinion conduite en 2013 le désigne comme meilleur chef du gouvernement depuis 1945, à égalité avec son prédécesseur Ruud Lubbers.

## Biographie
Wim Kok est le fils de Willem Kok et de Neeltje de Jager.

### Jeunesse
Après avoir achevé ses études secondaires, Wim Kok entreprend des études supérieures à l'université de Nyenrode et accomplit dans le même temps son service militaire.

### Carrière professionnelle
Embauché par la société commerciale Sembodja Malaja à Amsterdam en 1959, Wim Kok est nommé deux ans plus tard comme assistant international du secteur du bâtiment de l'Alliance néerlandaise des syndicats (NVV), avant de devenir membre de l'équipe économique en 1965, et enfin secrétaire syndical en 1967.
À la suite de son retrait de la vie politique, il a rejoint le secteur privé et siégé au sein des conseils de surveillance de ING Group, TNT NV, Royal Dutch Shell ou encore KLM.

### Haut responsable syndical

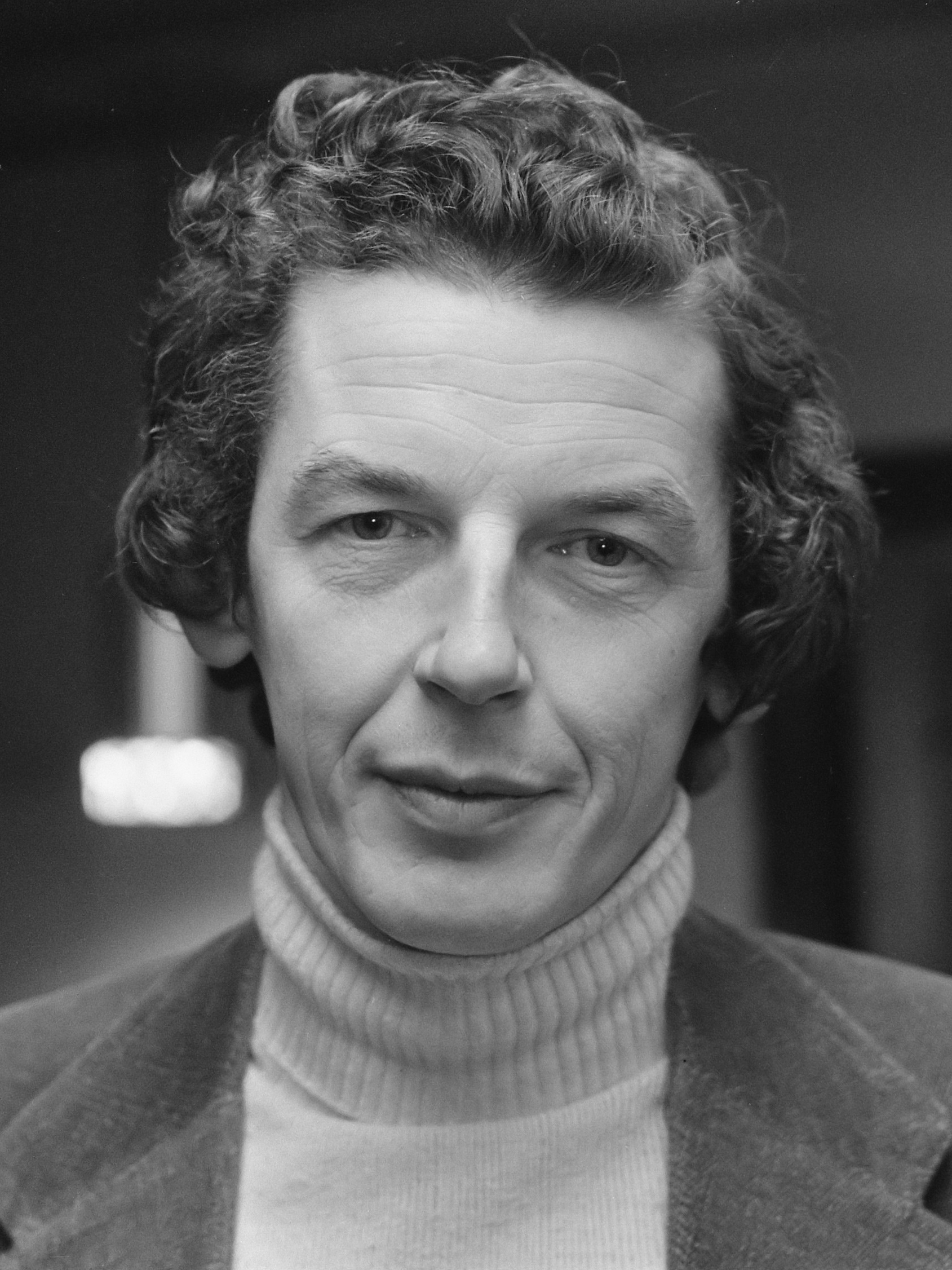
Wim Kok en 1972.

En 1969, il obtient un poste de secrétaire confédéral de la NVV, dont il est élu vice-président en 1972, puis président en 1973. Il prend trois ans plus tard la présidence de la Confédération syndicale des Pays-Bas (FNV), née de la fusion de la NVV et du Syndicat catholique néerlandais (NKV). Au cours de son mandat, qui dura neuf ans, il est également président de la Confédération européenne des syndicats (CES) de 1979 à 1982.

### Carrière politique

#### Rapide ascension
Wim Kok est élu pour la première fois représentant à la Seconde Chambre des États généraux lors des élections législatives du 3 juin 1986 et accède le 21 juillet suivant à la direction du Parti travailliste (PvdA) et de son groupe parlementaire. Il devient alors le chef de l'opposition à la coalition gouvernementale de centre droit dirigée par Ruud Lubbers.

#### Ministre des Finances

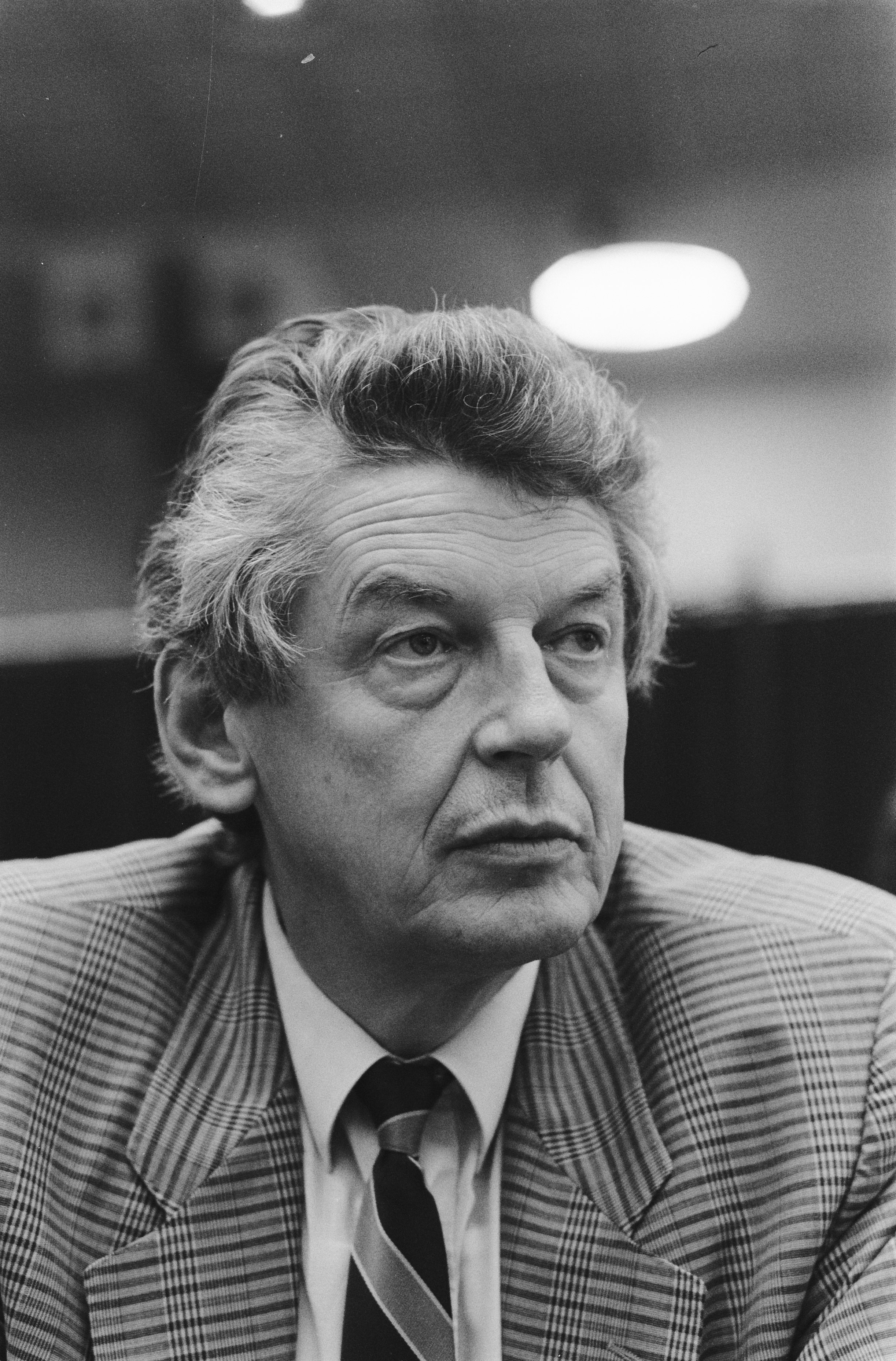
Wim Kok à la Seconde Chambre en 1989.

Wim Kok est investi le 7 juillet 1989 tête de liste (lijsttrekker) du PvdA pour les élections législatives du 6 septembre suivant. Le jour du scrutin, l'Appel chrétien-démocrate (CDA) de Lubbers arrive en tête avec 54 élus sur 150, contre 49 aux travaillistes, en recul de trois mandats. Toutefois, les 22 sièges du Parti populaire pour la liberté et la démocratie (VVD) ne permettent pas une reconduction stable de la coalition gouvernementale sortante, ce qui conduit Lubbers et Kok à former une grande coalition disposant de 103 sièges et dans laquelle le chef de file du PvdA occupe les postes de vice-Premier ministre et ministre des Finances à partir du 7 novembre.

#### Premier ministre
De nouveau chef de file des travaillistes pour les élections législatives du 3 mai 1994, Wim Kok remporte le scrutin avec seulement 37 élus, contre 34 pour le CDA, soit sa plus faible représentation parlementaire en 25 ans. De même, la coalition sortante subit un échec cuisant en perdant près d'un tiers de ses sièges.
Les Démocrates 66 (D66), grands vainqueurs du scrutin, rejettent alors l'idée d'une coalition de centre droit avec le CDA et le Parti populaire libéral et démocrate (VVD). Ils suggèrent plutôt une « coalition violette » entre le PvdA, le VVD et eux. Nommé « informateur » le 6 mai, le président de la Première chambre Tjeenk Willink confirme dans son rapport que cette option semble être la seule envisageable, étant également appuyée par l'Appel chrétien-démocrate. Après 108 jours de discussions, un accord est trouvé entre les trois formations pour constituer une coalition alors forte de 92 sièges sur 150.
Le 22 août 1994, Wim Kok est nommé à 55 ans Premier ministre des Pays-Bas par la reine Beatrix. Premier travailliste à occuper cette fonction depuis 1977 et la fin du mandat de Joop den Uyl, il est également le premier chef de l'exécutif issu du PvdA à gouverner sans le soutien d'un parti « confessionnel ».
Durant ses huit années au pouvoir, sa coalition engage notamment l'assainissement des finances publiques, autorise le mariage homosexuel et légalise en partie l'euthanasie. Profitant de la forte croissance économique de cette époque, le pays a connu un grand nombre de création d'emplois, à un point tel que les secteurs de l'éducation et de la santé publique ont connu des pénuries de main-d'œuvre, ce qui a conduit à la mise en place d'impopulaires listes d'attente dans le secteur médical. Il a également engagé une réduction de la fiscalité pour les particuliers et les entreprises. Ce mélange harmonieux entre libéralisme économique, libéralisme politique et protection sociale qui vaut à la politique menée par Kok et sa coalition violette le surnom de « modèle du polder ».
La présidence néerlandaise de l'Union européenne, au second semestre de 1997, peut également être regardée comme un succès du chef du PvdA dans la mesure où c'est au cours de cette période qu'est signé le traité d'Amsterdam, qui renforce les pouvoirs de l'UE en matière de justice, de police ou de libre-circulation. Reconduit à l'issue des élections de 1998, au cours desquelles son parti progresse de 8 élus, et la coalition violette passe de 92 à 97 représentants, il annonce en 2001 qu'il compte se retirer de la vie politique à l'issue des élections du 15 mai 2002. Il cède ainsi la direction du PvdA à Ad Melkert le 15 décembre 2001.

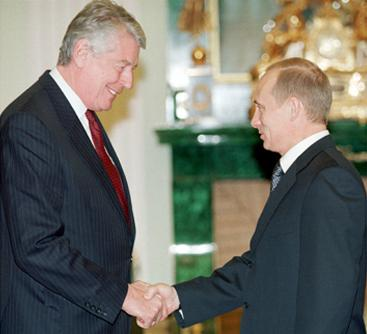
Wim Kok et Vladimir Poutine en 2001.

Le 15 avril 2002, un mois avant la tenue du scrutin, lui et son gouvernement démissionnent en bloc après la publication d'un rapport de l'Institut néerlandais d'études militaires, selon lequel les Pays-Bas étaient indirectement responsables des milliers de morts du massacre de Srebrenica dans la mesure où le pays, pour des raisons humanitaires et politiques, avait décidé de « se lancer dans une mission de paix irréfléchie et pratiquement irréalisable ».

#### Retrait de la politique

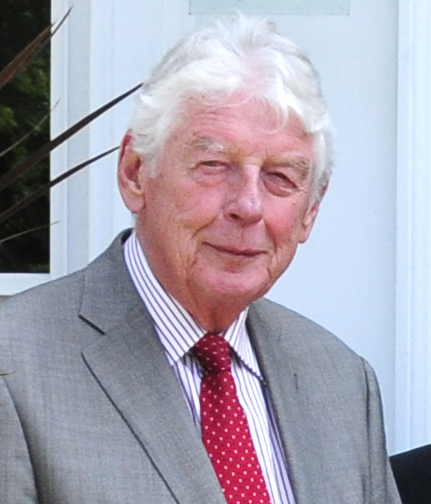
Wim Kok en 2011.

Président d'un groupe de travail sur la stratégie de Lisbonne entre avril et novembre 2004, il remet à la Commission européenne un rapport qui contient diverses pistes pour donner une nouvelle impulsion à ce programme destiné à augmenter la croissance économique de l'Union européenne. Ce rapport est ensuite utilisé par la commission Barroso pour défendre une approche purement économique de la stratégie de Lisbonne.
En 2007, il fait partie du groupe Amato chargé de proposer un nouveau traité après l'échec de la ratification du traité établissant une Constitution pour l'Europe. Il est par ailleurs membre du conseil consultatif de l'Association européenne des historiens (EUROCLIO).
Wim Kok a aussi mis l'expérience acquise au gouvernement au service d'intérêts privés après la fin de sa carrière politique, en rejoignant les conseils d’administration des trusts néerlandais Internationale Nederlanden Groep (ING), Shell et KLM.

### Mort
Wim Kok meurt le 20 octobre 2018 à l'âge de 80 ans.

### Vie familiale
Installé à Amsterdam, Wim Kok s'est marié en 1965 avec Rita Roukema, avec qui il a eu trois enfants. Il se déclare par ailleurs agnostique.

## Distinctions
- Grand-croix de l'ordre d'Isabelle la Catholique